# ライナック (企業)
株式会社ライナック（英称：Linac corporation.）は、かつて大阪市中央区北浜に本社を置いた、サービス業向け販売促進施策支援・コンサルティングを行なう企業である。
日本国内におけるサービス業企業、店舗、複合商業施設などにおける携帯メールを活用したソリューション提供において多くの実績を持つ。一般第二種電気通信事業者。

## 概要
2002年4月、兄弟にて創業。社長は創業者である兄、松井啓亮。弟は常務取締役（設立当時）の聖吾。長く営業畑を歩いた啓亮は設立後も専ら営業を担当し、ライナック設立前は大学院で宇宙物理を研究していた聖吾は開発を担当しており、ミニマムな事業規模でスタートした。
設立当初より“営業会社”を標榜していた啓亮は、開発担当者、デザイナー、果ては総務、財務といった管理スタッフにも営業渉外活動をさせた。結果、ライナックの社員はアウトバウントのテレマーケティングによる新規獲得、また飛び込みなどによる新規開拓を今でも全員が実施できるという稀有なメンバーにより構成されている。また、こういった社員全員の営業活動は、製品の陳腐化、市場ニーズからの乖離を防ぐための戦略であるともされる。
サービス業の店舗、企業、またショッピングコンプレックス、シネマコンプレックスなどの複合商業施設に対して、顧客と店舗、施設を結ぶコミュニケーション・ツールをASP形式で提供している。2007年4月頃からは、POSやICカードといった他のシステムとの連携も積極的に行い、導入先毎に異なる懸念に個別対応もしている。また高度なレセプションサービスを支援する高級業態向けシステムの店舗への導入も多く、同社のサービスは高級店舗向けシステムの定番となりつつある。
少人数での事業推進を経営コンセプトとし、積極的なアライアンスを活用した事業展開をしており、2004年度には中国展開パートナーとして上海菱威深信息技術有限公司（三菱商事子会社）と事業提携、2005年度にはジャスダック上場の株式会社ジャストプランニング（会社コード：4287）と資本・事業提携、2007年度には東証一部上場の東芝テックと事業提携している。

## 沿革
- 2002年4月：大阪市中央区にて販促支援を主業務とする、有限会社ライナックを設立。
- 2002年6月：販売代理店展開を開始する。
- 2002年11月：株式会社に改組。
- 2003年4月：大阪市中央区北浜3丁目（東京建物大阪ビル）へ本社移転。
- 2004年3月：日本政策投資銀行と池田銀行が国内初となる新株予約権担保融資を実施。
- 2004年10月：中国国内における製品展開を開始。
- 2005年8月：CTI機能連携予約・顧客管理システム“HAAP”（ハープ）開発完了。全国販売開始。
- 2007年4月：電子交通カード、電子マネーカード、おサイフケータイ搭載携帯電話を用いた、ポイントシステム「Ocupo（オクポ）」開発完了、全国販売開始
- 2007年6月：東芝テック社POSとの連携によるポイント管理システム開発完了
- 2017年11月1日：株式会社VLeと合併。株式会社VLeライナックになった[1]。

## 特徴
- 導入店舗の事例、ネットワークを活用し、店舗運営、店舗流通、業態開発、経営コンサルティングなども積極的に[独自研究?]行なっている。
- 提供サービスの開発は早くからファブレス形式を採用し、提供コストの低廉化を推進する。[独自研究?]
- 入社後一年を経過すると、高度経済成長を遂げる中国の景況感を肌で感じる必要があるとして上海へ研修旅行へ行く。[独自研究?]
- ライナック（Linac corporation.）の社名由来は、目標に対する最短距離は”直線”であり、一直線に加速すれば目標に最短で到達できるとの意味を持ち、一直線="lineal"と、加速="acceleration"の二つの単語を足した造語である。

## 事業所
本社
〒541-0052 大阪市中央区安土町2丁目3番13号 大阪国際ビルディング
東京支社・営業統括本部
〒100-0005 東京都千代田区丸の内3丁目2番3号　富士ビル